# Gemeine Brachwanze
Die Gemeine Brachwanze (Sciocoris (Sciocoris) cursitans) ist eine Wanze aus der Familie der Baumwanzen (Pentatomidae).

## Merkmale
Die Wanzen werden 4,5 bis 6,0 Millimeter lang. Sie sind blass braun gefärbt und haben ein charakteristisches, breites und seitlich erweitertes Connexivum (auf der Seite sichtbarer Teil des Abdomens) und einen sehr stark abgerundeten Kopf. Die Männchen besitzen ein Stridulationsorgan, mit dem sie laute Geräusche verursachen können.

## Verbreitung und Lebensraum
Die Art ist in Europa mit Ausnahme des hohen Nordens und östlich bis in den Süden Sibiriens und nach Vorderasien verbreitet. In Mitteleuropa ist sie die häufigste Art der Gattung Sciocoris und nicht selten. In England sind sie im Süden lokal verbreitet. Man findet sie in den Alpen auf Südhängen bis nahezu 2000 Meter Seehöhe. Besiedelt werden trockene und warme Bereiche in verschiedensten offenen Lebensräumen, sowohl mit steinigem, als auch sandigem Boden. Zahlreich ist die Art besonders in trockenen Lebensräumen mit lockerem Sandboden.

## Lebensweise
Die Überwinterung erfolgt als Imago. Die Weibchen haben eine besonders lange Lebensdauer und können nach der Überwinterung bis in den August, neben den adulten Tieren der neuen Generation angetroffen werden. Sie legen ihre Eier an verschiedenen krautigen Pflanzen, wie etwa Kleinem Habichtskraut (Hieracium pilosella) oder den Blättern und Stängeln von Frühlings-Fingerkraut (Potentilla neumanniana). Es sind allerdings keine bevorzugten Nahrungspflanzen bekannt. Die Imagines werden häufig von Raupenfliegen (Tachinidae), nicht selten sogar mehrfach, parasitiert.

## Belege